# Лабахе (заповідник)
Лабахе (кит.: 喇叭河, піньінь: Lǎbā hé) — заповідник в китайській провінції Сичуань. Входить до комплексу парків і резерватів великої панди, що у 2006 році увійшов до переліку Світової спадщини ЮНЕСКО.

## Опис
Загальна площа становить 23.872 га. Розташований у південній частині гірського масиву Цюйлай, частково у гірській ущелині, що є переходом до Західносичуанського плато. Від міста Тяньцзюань заповідник відділяє 46 км, міста Яань — 76 км, Ченду — 200 км.
Клімат тут субтропічний вологий, навесні та влітку часті дощі та тумани.
Представляють собоють гірську річку Лабу та навколишнє узбережжя. Тут росте 18 видів рідкісних рослин, що знаходяться під охороною, зокрема рододендрони, різні види клена, Cercidiphyllum japonicum, Tetracentron sinense, Davidia involucrata. Остання представлена 30 га суто свого виду. Такий ліс є особливістю цього заповідника.
В межах охоронної території мешкає 46 видів ссавців, 164 видів птахів, 7 видів риб, 14 видів плазунів, зокрема велика панда (у дикій природі їх близько 30), мала панда, рінопетеки (насамперед золотиста кирпоноса мавпа), олені, сніжний барс, сичуанський таймень, рябчики.

## Історія
У 1963 році утворено як заповідник у префектурі Гарцзе провінції Сичуань. У подальшому отримав статус національного парку водно-болотних угідь. У 2006 році увійшов до Списку об'єктів світової спадщини в Китаї (в рамках заповідників великої панди). Відкритий для туристів. Втім у 2010 році його тимчасово було зачинено через небезпеку падіння порід.